# Parti fermier-ouvrier
Le Farmer-Labor Party ou Minnesota Farmer-Labor Party (« Parti fermier-ouvrier (du Minnesota) » en français) est un parti politique américain, plutôt de centre gauche, fondé dans le Minnesota en 1918. Il fut actif de 1918 à 1944. Plusieurs gouverneurs du Minnesota (Floyd B. Olson, Hjalmar Petersen), ainsi que des représentants et sénateurs, en sont issus. 

## Histoire
La création du parti eut lieu au lendemain de la Première Guerre mondiale, car à la suite de l'entrée des États-Unis dans le conflit, les prix agricoles et les salaires des ouvriers suivirent des trajectoires divergentes, provoquant une montée brutale des prix de détail durant la guerre. Les farmers et les ouvriers cherchèrent donc à défendre ensemble leurs intérêts communs en politique.
Il fait de bons résultats lors des élections américaines de la Chambre des représentants de 1932.  le Minnesota Democratic-Farmer-Labor Party, créé en 1944, constitue sa fusion avec le Minnesota Democratic Party. Hubert Humphrey, vice-président sous Johnson, en est issu.